# Euphorbia neohumbertii

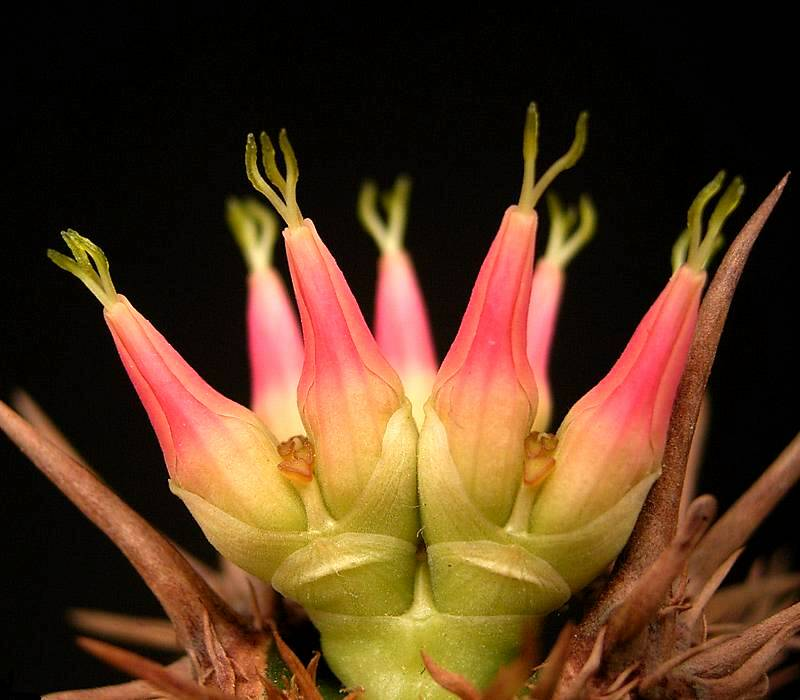
Blüten

Euphorbia neohumbertii ist eine Pflanzenart aus der Gattung Wolfsmilch (Euphorbia) in der Familie der Wolfsmilchgewächse (Euphorbiaceae).

## Beschreibung
Die sukkulente Euphorbia neohumbertii wächst meist unverzweigt mit einem einzelnen, scharf fünfkantigem Stamm der bis zu 1 Meter Höhe und bis 5 Zentimeter im Durchmesser erreicht. Die an der Spitze des Stammes in Büscheln stehenden Blätter sind eiförmig und können bis 10 Zentimeter lang und 6,5 Zentimeter breit werden. Die an der Unterseite gelegentlich rötlich gefärbten Blätter sind beinahe sitzend. Nach dem Laubabwurf verbleiben breite und elliptische Narben. Die bis 18 Millimeter langen Nebenblattdornen können einfach oder verzweigt ausgebildet sein. Sie sind an der Basis verbreitet, stehen dicht beieinander und bilden eine senkrechte oder leicht spiralige borstige Rippe. 
Die Blüten bestehen aus einfachen Cymen die an der Spitze des Stammes in Büscheln stehen. Die aufrechten und leuchtend roten Cyathophyllen umhüllen die Cyathien und werden bis 15 Millimeter lang. Die weißlich gefärbten Cyathien werden bis 2,5 Millimeter im Durchmesser groß und sind kurz behaart. Die dreieckigen Nektardrüsen sind grün gefärbt. Der nahezu sitzende Fruchtknoten ist stumpf gelappt und behaart.

## Verbreitung und Systematik
Euphorbia neohumbertii ist endemisch im Westen von Madagaskar, im Gebiet von Ankarana auf Kalkstein verbreitet.
Die Art steht auf der Roten Liste der IUCN und gilt als stark gefährdet (Endangered).
Die Erstbeschreibung der Art erfolgte 1942 durch Pierre L. Boiteau.